# Det Ny Teater (København)
Det Ny Teater i København slog dørene op for publikum for første gang 19. september 1908. Teatret er tegnet af arkitekterne Ludvig Andersen og L.P. Gudme. De to arkitekters indsats skete ikke uden dramatik: Gudme havde tegnet teatret i 1907, men da byggeriet undervejs blev overtaget af Andersen og fortsat i let ændret form på de allerede etablerede fundamenter udløste det en voldgiftssag, der førte til Ludvig Andersens eksklusion fra Akademisk Arkitektforening på grund af ukollegial opførsel.
Den første forestilling der blev opført var Pierre Bertons Napoleon-komedie Den skønne Marseillanerinde, hvori blandt andre Asta Nielsen og Poul Reumert medvirkede.
Teatret var i 1990 efterhånden så nedslidt at det blev lukket på ubestemt tid. I 1991 gik den tidligere direktør Niels-Bo Valbro og dennes meddirektør Bent Mejding sammen med teatrets ejer Ida Løfbergs Fond for at redde teatret. I 1994 kunne teatret efter en gennemgribende renovering igen åbne for publikum.

## Ekstern henvisning
- Wikimedia Commons har flere filer relateret til Det Ny Teater (København)
- Teatrets historie Arkiveret 11. januar 2011 hos  Wayback Machine

55°40′24″N 12°33′19″Ø / 55.67333°N 12.55528°Ø